# Міхай-Вітязу (Муреш)
Міхай-Вітязу (рум. Mihai Viteazu) — село у повіті Муреш в Румунії. Входить до складу комуни Саскіз.
Село розташоване на відстані 208 км на північний захід від Бухареста, 56 км на південний схід від Тиргу-Муреша, 129 км на південний схід від Клуж-Напоки, 71 км на північний захід від Брашова.

## Населення
За даними перепису населення 2002 року у селі проживали 319 осіб.
Національний склад населення села:
| Національність | Кількість осіб | Відсоток |
| -------------- | -------------- | -------- |
| румуни         | 262            | 82,1%    |
| цигани         | 55             | 17,2%    |

Рідною мовою назвали:
| Мова      | Кількість осіб | Відсоток |
| --------- | -------------- | -------- |
| румунська | 282            | 88,4%    |
| циганська | 36             | 11,3%    |